# Selandia - Center for Erhvervsrettet Uddannelse
Selandia - Center for Erhvervsrettet Uddannelse (kurz Selandia CEU; deutsch Selandia - Zentrum für berufsbezogene Ausbildung) befand sich in Slagelse auf der dänischen Insel Seeland und war eine dänische Handelsschule für Technik, Wirtschaft und Management. Heute ist die Schule ein Teil von Zealand Business College (ZBC).

## Entstehung der Handelsschule
Die Schule ist durch den Zusammenschluss der Business School in Slagelse, der Technischen Schule in Slagelse und Teilen des AMU-Center Syd- og Vestsjælland (Süd- und Westseelands) entstanden. Sie ist eine vom dänischen Ministerium für Kinder und Bildung (Ministeriet for Børn og Undervisning) genehmigte private Stiftung. Selandia hat 430 Dozenten und Ausbilder und stellt jährlich die Ausbildung für etwa 15.000 Studenten in verschiedenen Ausbildungsniveaus.
Die Geschichte der Schule reicht bis 1866 zurück. Seit 1981 hat Selandia internationale Projekte für technische Unterstützung und Entwicklung in 35 Ländern in Osteuropa, Afrika, Asien und Lateinamerika durchgeführt.

## Ausbildungsgänge der ehemaligen Handelsschule
- Landwirtschaft, Gartenbau und Forstwirtschaft, einschließlich: Saatgut-Technologie, Agrar-Mechanik, Pflanzen und Tierzucht, umweltfreundliche Landwirtschaft, ökologischer Landbau
- Labortechnik und Qualitätskontrolle
- Hochbau, einschließlich Kläranlagen und Erdgasanlagen
- Elektrik und Elektronik
- Metallbearbeitung, einschließlich Automatisierung und Informatik, Auto-Mechanik, Prozess-Betrieb usw.
- Lebensmittelverarbeitung
- Hotel & Restaurant Management
- Organisation Management, darunter The Learning Organisation-Konzept
- Informations- und Kommunikationstechnologie (ITK), einschließlich Multimedia und E-Learning
- Sprachen- und sozialwissenschaftliche Studien
- Micro und Macro Economics
- Marketing
- Business Administration
- Transport, Lager und Logistik